# Pascal Gastien
Pour les articles homonymes, voir Gastien.
Pascal Gastien, né le 2 décembre 1963 à Rochefort (Charente-Maritime), est un footballeur français reconverti entraîneur.
Il est le père du footballeur Johan Gastien.

## Biographie

### Carrière de joueur
Ce milieu de terrain se révèle au Chamois niortais FC. Il participe à la montée de ce club en Division 1 en 1987. 
En 1988, il rejoint l'Olympique de Marseille. Il réalise alors le doublé Coupe-Championnat avec les provençaux.
Il reste ensuite quatre saisons à l'OGC Nice.
Il termine sa carrière de joueur à La Berrichonne de Châteauroux en 1993. Il y réalise encore des exploits, participant à la remontée du club de National à la Division 1.
Au total, Pascal Gastien dispute 70 matchs en Division 1 et 187 matchs en Division 2. 

### Carrière d'entraîneur
Il raccroche les crampons en 1997. Il effectue ensuite une carrière d'entraîneur à partir de 1999, de retour à Niort. Après avoir dirigé l'équipe B niortaise, il devient l'entraîneur principal du club en juin 2009 jusqu'en juin 2014. Il aura alors contribué à deux montées de l'équipe, en National puis en Ligue 2 deux ans après. La bonne saison des Chamois Niortais en 2013/2014 (4e place) mais la non-reconduction de Pascal pour la saison suivante provoque la colère des supporters et la déception du principal intéressé qui souhaitait poursuivre l'aventure. Libre, il s'engage alors avec La Berrichonne de Châteauroux qu'il quittera le 9 février 2015, limogé à cause des mauvais résultats de l'équipe.
Il devient directeur du nouveau centre de formation du Clermont Foot 63 et entraîneur de l'équipe B clermontoise lors de l'été 2016.
Le 1er septembre 2017, à la suite du départ de Corinne Diacre pour l'Équipe de France féminine de football, il est promu à la tête du Clermont Foot 63.
En mai 2021, son équipe accède pour la première fois de son histoire à l'élite du football français. Lors des trophées UNFP du football 2021, il reçoit le titre de meilleur entraîneur de Ligue 2, après l'avoir déjà eu en 2019.
La saison suivante (2021-2022), il entraîne l'équipe clermontoise qui malgré un premier exercice en Ligue 1 difficile, va se maintenir dans l'élite du football français. 
Puis la saison suivante, avec toujours de petits moyens mais des décisions notamment des recrutements judicieux réalisé par les équipes du Clermont foot 63, Pascal Gastien va œuvrer à une historique et superbe huitième place en Ligue 1 en battant notamment le Paris Saint-Germain en fin de saison au Parc des princes pour clore une saison 2022-2023 plus que réussie. 

## Palmarès

### Joueur
- Champion de France en 1989 avec l'Olympique de Marseille
- Vainqueur de la Coupe de France en 1989 avec l'Olympique de Marseille
- Vice-Champion de France de D2 en 1987 avec les Chamois niortais
- Champion de France de National 1 en 1994 avec La Berrichonne de Châteauroux
- Champion de France de D2 en 1997 avec La Berrichonne de Châteauroux

### Entraîneur
- Champion de CFA (Groupe C) en 2010 avec les Chamois niortais
- Trophées UNFP du football 2019 et 2021
  - Désigné meilleur entraîneur de Ligue 2 pour la saison 2018-2019 et 2020-2021[5],[6]